# Vista Las Palmas
Vista las Palmas son un complejo residencial vertical que está ubicado frente a playa Jacó Garabito, Costa Rica. Inició construcción en el 2006 y finalizó en el 2008. Su construcción demoró 2 años. Fue el segundo edificio más alto del país y es el más alto fuera del Gran Área Metropolitana con 72 metros: tiene 18 pisos y 51 unidades habitacionales.

## Descripción
El inversionista Jim Gray comentó que para hacer el negocio atractivo, el inmueble se diseñó y se construye con los mejores estándares de estética, seguridad y durabilidad, además el edificio se levantó en pleno corazón de Jacó, muy cerca de donde se ubicaba el conocido salón de baile La Central.
La torre consta de 51 apartamentos, con tres dormitorios. Los recintos cuentan con servicios como televisión vía satélite y una planta eléctrica de emergencia.